# 테이트 맥레이
테이트 맥레이(Tate McRae, 2003년 2월 1일 ~ )는 캐나다의 가수, 댄서, 성우이다. 13살 때 미국의 댄스 경연 프로그램 《유 캔 댄스》에 참가해 결승까지 오르면서 이름을 처음으로 알렸다. 2023년 싱글 "Greedy"가 전 세계적인 인기를 끌면서 싱글은 빌보드 핫 100 차트 10위권에 입성하였고, 테이트의 이름도 전 세계적으로 알려지기 시작했다.

## 음반 목록

### 정규 음반
- I Used to Think I Could Fly (2022)
- Think Later (2023)
- So Close to What (2025)

### EP
- All the Things I Never Said (2020)
- Too Young to Be Sad (2021)